# 鮑斯韋湖
55°46′20″N 12°27′30″E / 55.77222°N 12.45833°E

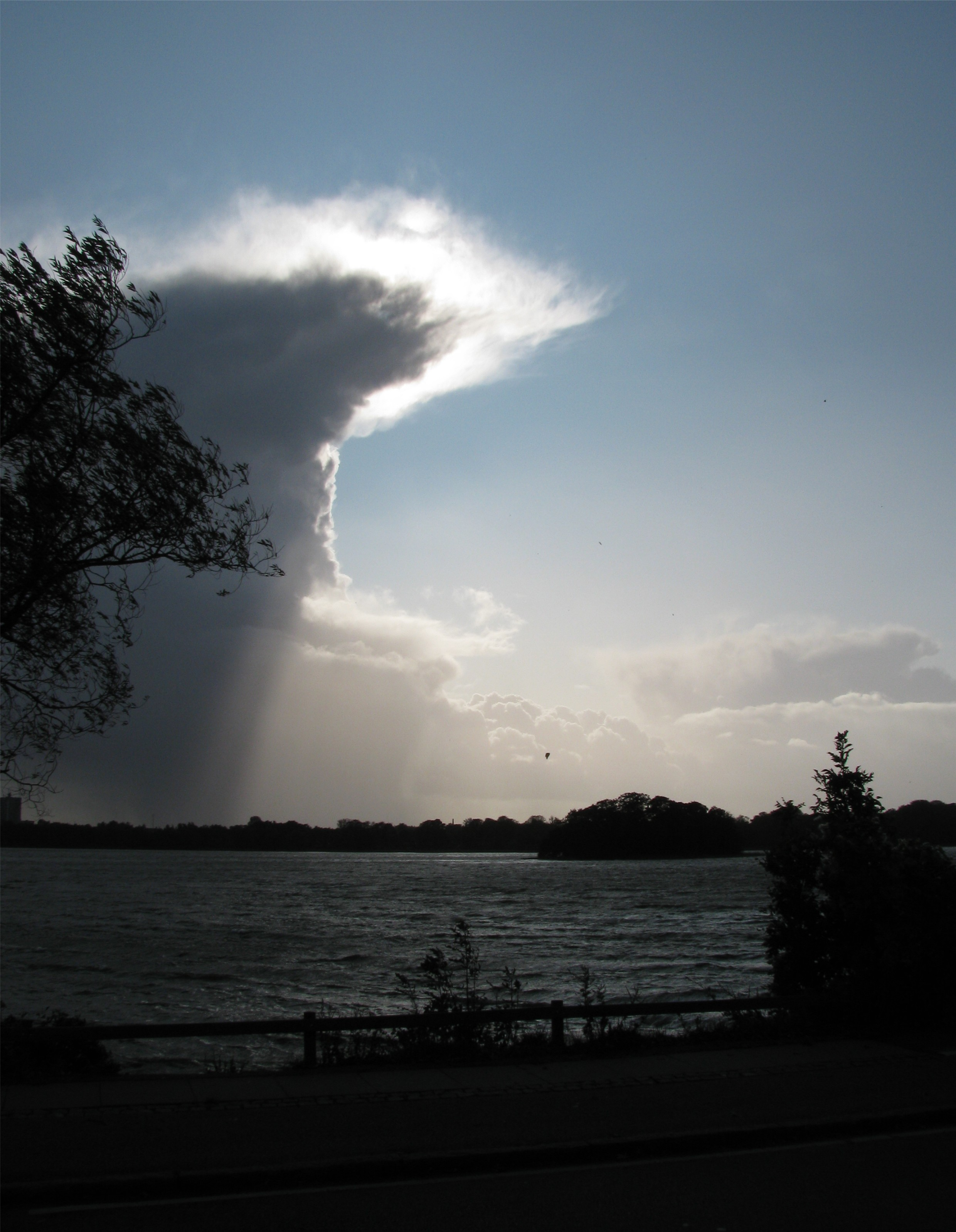
鮑斯韋湖

鮑斯韋湖（丹麥語：Bagsværd Sø），是丹麥的湖泊，位於西蘭島東北部，處於首都哥本哈根西北面12公里，長2公里、寬1.2公里，面積1平方公里，海拔高度19米，最大水深3.5米。

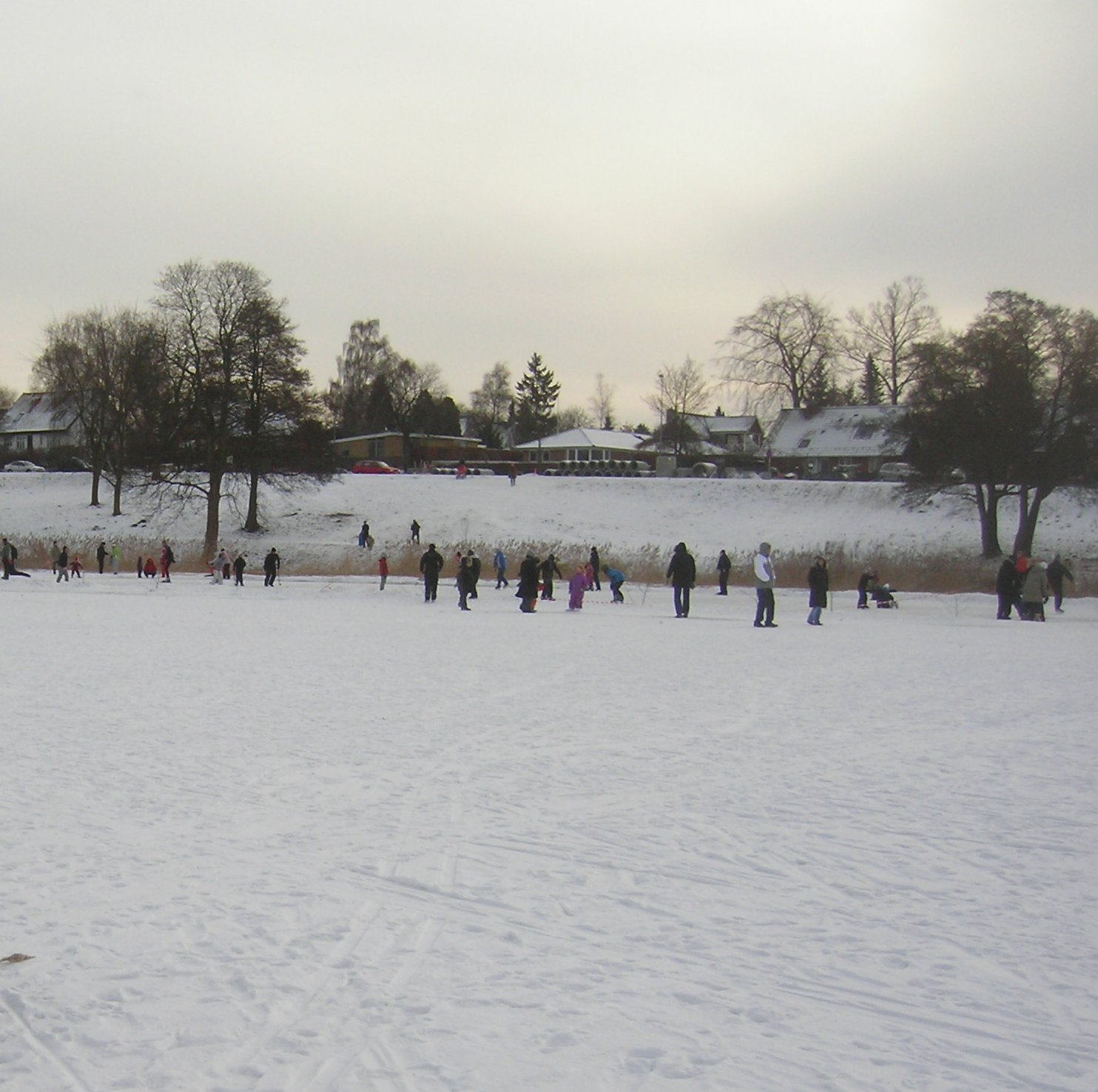
民眾聚集於被積雪覆蓋的湖面上